# 오기노 유카
오기노 유카(일본어: 荻野 由佳, 1999년 2월 16일 ~ )는 일본의 여성 아이돌 그룹 전 NGT48의 멤버이다.

## 소속 그룹 / 소속사
- 전 NGT48 1기생
- 전 호리프로 소속, 현 개인 소속사

## 내력
- 2019년 1월 8일, AKB 라이브 방송 플랫폼 'SHOWROOM'에서 2018년 12월 초 멤버인 야마구치 마호가 자택에서 괴한 2명에게 습격을 당했다고 밝혔다. 악수회를 마치고 집에 돌아와 문을 막 잠그려고 할 때 밖에서 괴한이 침입하여 마호를 넘어뜨리려 하였으며, 동시에 집안에 있던 다른 괴한이 본인을 위협하였다. 탈출을 시도하는 과정에서 휴대전화를 빼앗겼으나, 괴한들이 엘리베이터 소리에 당황한 틈을 타 복도로 빠져나왔다. 괴한들은 사건 발생 1시간 만에 경찰에 연행되었으며, 조사 이후 불기소 처분을 받아 방면되었다.
- 2021년 11월 8일, NGT48를 졸업.